# 池州学院
池州学院为中华人民共和国安徽省池州市的一所全日制普通本科院校。

## 历史沿革
该校历史可以追溯至1917年创立的池州师范学校，1920年，易名为安徽省立第七师范学校。1977年，安徽省革命委员会同意成立安徽劳动大学池州地区专科班，并设立中文、数学2个科系。1980年5月，定名为池州师范专科学校，主要为当地培养合格初中教师。1999年8月，原池州工业学校并入。2002年8月，原安徽省经贸学校并入。2007年3月，经中华人民共和国教育部批准，该校升格为本科院校，并改名为池州学院。2019年，池州学院成为安徽省新增硕士学位授予单位立项建设单位。

## 校园环境
1977年，安徽劳动大学池州地区专科班创立之时，校址在原池州师范学校内，1982年，中共安庆地委同意池州师范学校与池州师范专科学校分开办学，在撤销安庆地委党校池州分校后，池州师范专科学校亦于同年3月迁入党校校址内。池州师范专科学校升格为池州学院后，该校于2008年8月迁入现位于池州市教育园区的校址内。
池州学院校园现占地面积为1928亩，该校主体建筑呈现出古典的徽派建筑风格，引人注目。

## 学术研究

### 院系专业
2007年，池州学院成立后，教育部在该校设立了汉语言文学、历史学、资源环境与城乡规划管理、英语、应用化学五个专业为首批本科专业。其后，历经改制，至2022年，该校已经成立了14个二级学院，并开设了本科专业58个。其中有国家级一流专业建设点2个，省级一流专业建设点9个；获批国家级特色专业3个，省级新专业建设点6个，省级特色专业14个；立项建设校级特色专业22个。
| 教学单位名称                 | 学科设置 | 网页                     |
| ---------------------------- | --- | ------------------------ |
| 文学与传媒学院               | 汉语言文学、汉语国际教育、秘书学、广播电视编导、广告学、动画、网络与新媒体                                               | ※ （页面存档备份，存于） |
| 大数据与人工智能学院         | 数学与应用数学、统计学、经济统计学、计算机科学与技术、网络工程、数据科学与大数据技术、智能科学与技术                     | ※ （页面存档备份，存于） |
| 外国语学院                   | 英语、商务英语、法语、朝鲜语                                                                                             | ※ （页面存档备份，存于） |
| 马克思主义学院（法学院）     | 知识产权 | ※ （页面存档备份，存于） |
| 旅游与历史文化学院           | 旅游管理、酒店管理、历史学、文化产业管理                                                                                 | ※ （页面存档备份，存于） |
| 地理与规划学院               | 人文地理与城乡规划、地理科学、测绘工程、房地产开发与管理、遥感科学与技术、土地资源管理                                   | ※ （页面存档备份，存于） |
| 机电工程学院（半导体学院）   | 电子信息科学与技术、机械设计制造及其自动化、光电信息科学与工程、电气工程及其自动化、微电子科学与工程、材料成型及控制工程 | ※ （页面存档备份，存于） |
| 艺术与教育学院               | 学前教育、美术学、音乐学、视觉传达设计、环境设计                                                                         | ※ （页面存档备份，存于） |
| 材料与环境工程学院           | 应用化学、高分子材料与工程、材料化学、环境工程、新能源材料与器件                                                         | ※ （页面存档备份，存于） |
| 商学院                       | 国际经济与贸易、市场营销、电子商务、财务管理、审计学、物流管理、人力资源管理                                             | ※ （页面存档备份，存于） |
| 体育学院                     | 社会体育指导、管理和休闲体育                                                                                             | ※ （页面存档备份，存于） |
| 继续教育学院（乡村振兴学院） | （主管该校成人高等教育工作）                                                                                             | ※ （页面存档备份，存于） |

### 科研平台
池州学院建有中國教育部中国诗学研究中心池州学院分中心，池州学院皖南民俗文化研究中心、家风文化研究中心等重点研究基地。并有省级重点实验室1个、校企共建省级重点实验室1个、市级工程研究中心8个以及校企共建博士后科研工作站1个。
| 研究单位名称                 | 网页                     |
| ---------------------------- | ------------------------ |
| 家风文化研究中心             | ※ （页面存档备份，存于） |
| 池州学院皖南民俗文化研究中心 | ※ （页面存档备份，存于） |

### 学术资源
池州学院的学术期刊为《池州学院学报》，创刊于1987年1月，原名《池州师专学报》，1999年正式成为全国统一刊号和国际标准刊号的公开出版物，2003年由季刊变为双月刊。池州师专升格为池州学院后，该学报亦于2007年通过新闻总署批准，更名为《池州学院学报》。2010年,《池州学院学报》获得“全国高校优秀社科期刊奖”。
池州学院的图书馆建立于1982年3月，2009年搬入新校区，现有馆藏纸质图书136.8万册，中、外文电子图书83万余册，中外文纸质期刊810种，中外文数据库26种。